# Rentenanpassungsformel
Anhand der Rentenanpassungsformel – manchmal fälschlich als Rentenformel bezeichnet – wird die Rate berechnet, mit der der aktuelle Rentenwert sowie der aktuelle Rentenwert (Ost) und damit die Renten zum 1. Juli des jeweiligen Jahres angehoben werden. Prinzipiell steigen die Renten danach anhand der Bruttolöhne und -gehälter des Vorjahres. Der Anstieg folgt allerdings nicht strikt den Bruttolöhnen, sondern wird durch verschiedene Faktoren angepasst:
1. Anpassung der Bruttolohnentwicklung an die Entwicklung der beitragspflichtigen Löhne und Gehälter des vorvergangenen Jahres.
2. Riesterfaktor: dieser setzt sich aus dem Altersvorsorgeanteil, der so genannten Riestertreppe, sowie dem Beitragssatz zur allgemeinen Rentenversicherung zusammen.
3. Nachhaltigkeitsfaktor: berücksichtigt das Verhältnis von Rentnern zu Beitragszahlern modifiziert um den Faktor {\displaystyle \alpha }, der die Auswirkung aktuell auf ein Viertel mindert.

Das Ergebnis der Rentenanpassungsformel kann anschließend durch die Schutzklausel und den Nachholfaktor abgeändert werden. Die Schutzklausel verhindert dabei, dass die Renten (brutto) sinken, indem sie bestimmt, dass der Rentenwert mindestens dem Wert des Vorjahres entsprechen muss (Garantie). Werden durch die Schutzklausel „Kürzungen“ unterlassen, werden diese durch den Ausgleichsfaktor (oder auch Nachholfaktor) nachgeholt. Dazu werden künftige positive Rentenerhöhungen nach der Anpassungsformel um den Nachholbedarf gemindert (höchstens aber halbiert) – auch über mehrere Jahre –, bis die unterlassene "Kürzung" rechnerisch nachgeholt ist. Der Ausgleichsfaktor ist bis 30. Juni 2026 ausgesetzt.
Bei den Rentenanpassungen in den Jahren 2019 bis einschließlich 2025 wird im Anschluss daran zusätzlich geprüft, ob mit dem so festgelegten aktuellen Rentenwert das Rentenniveau mindestens 48 Prozent beträgt, sogenanntes Mindestrentenniveau. Falls das Rentenniveau nach der Rentenanpassungsformel und der Schutzklausel unter 48 Prozent liegt, wird der aktuelle Rentenwert so festgesetzt, dass das Rentenniveau 48,0 Prozent beträgt.

## Die Anpassungsformel
Die Rentenanpassungsformel ist in § 68 Sechstes Buch Sozialgesetzbuch (SGB VI) aufgeführt bzw. für den Zeitraum von 1. Juli 2005 bis 1. Juli 2013 in § 255e SGB VI.
Die aktuelle Rentenanpassungsformel (Stand Mai 2013) sieht so aus:
{\displaystyle \mathrm {aRW} _{\text{t}}=\mathrm {aRW} _{\text{t-1}}\cdot \overbrace {\frac {\mathrm {BE} _{\text{t-1}}}{\mathrm {BE} _{\text{t-2}}\cdot {\frac {\frac {\mathrm {BE} _{\text{t-2}}}{\mathrm {BE} _{\text{t-3}}}}{\frac {\mathrm {bBE} _{\text{t-2}}}{\mathrm {bBE} _{\text{t-3}}}}}}} ^{\text{Lohnkomponente}}\cdot \overbrace {\frac {100-\mathrm {AVA} _{\text{t-1}}-\mathrm {RVB} _{\text{t-1}}}{100-\mathrm {AVA} _{\text{t-2}}-\mathrm {RVB} _{\text{t-2}}}} ^{\text{Riesterfaktor}}\cdot \overbrace {\left(\left(1-{\frac {\mathrm {RQ} _{\text{t-1}}}{\mathrm {RQ} _{\text{t-2}}}}\right)\cdot \alpha +1\right)} ^{\text{Nachhaltigkeitsfaktor}}}
| {\displaystyle \mathrm {aRW} _{\text{t}}}   | ist der zu berechnende aktuelle Rentenwert | ist der zu berechnende aktuelle Rentenwert |
| {\displaystyle \mathrm {aRW} _{\text{t-1}}} | ist der aktuelle Rentenwert des Vorjahres | ist der aktuelle Rentenwert des Vorjahres |
| {\displaystyle \mathrm {BE} _{\text{t-x}}}  | sind Bruttolöhne und -gehälter des Vorjahres (t-1), des vorvergangenen Jahres (t-2) oder vorvorvergangenen Jahres (t-3) je Arbeitnehmer ohne Ein-Euro-Jobs nach der Systematik der VGR | sind Bruttolöhne und -gehälter des Vorjahres (t-1), des vorvergangenen Jahres (t-2) oder vorvorvergangenen Jahres (t-3) je Arbeitnehmer ohne Ein-Euro-Jobs nach der Systematik der VGR |
| {\displaystyle \mathrm {bBE} _{\text{t-x}}} | sind die beitragspflichtigen Bruttolöhne und -gehälter nach der Versichertenstatistik des Verbandes Deutscher Rentenversicherungsträger ohne Beamte und einschließlich der Beiträge auf Arbeitslosengeld des vorvergangenen (t-2) oder vorvorvergangenen (t-3) Kalenderjahres                                 | sind die beitragspflichtigen Bruttolöhne und -gehälter nach der Versichertenstatistik des Verbandes Deutscher Rentenversicherungsträger ohne Beamte und einschließlich der Beiträge auf Arbeitslosengeld des vorvergangenen (t-2) oder vorvorvergangenen (t-3) Kalenderjahres                                 |
| {\displaystyle \mathrm {AVA} _{\text{t-x}}} | ist der Altersvorsorgeanteil des vergangenen (t-1) oder vorvergangenen (t-2) Kalenderjahres; beginnend mit 0,5 im Jahr 2002 steigt dieser jährlich um 0,5, bis er 4,0 erreicht; in den Jahren 2006, 2007 und 2008 lag der AVA konstant bei 2,0, weswegen der AVA erst im Jahr 2012 den Wert 4,0 erreicht hat. | ist der Altersvorsorgeanteil des vergangenen (t-1) oder vorvergangenen (t-2) Kalenderjahres; beginnend mit 0,5 im Jahr 2002 steigt dieser jährlich um 0,5, bis er 4,0 erreicht; in den Jahren 2006, 2007 und 2008 lag der AVA konstant bei 2,0, weswegen der AVA erst im Jahr 2012 den Wert 4,0 erreicht hat. |
| {\displaystyle \mathrm {RVB} _{\text{t-x}}} | ist der Beitrag zur Rentenversicherung des vergangenen (t-1) oder vorvergangenen (t-2) Kalenderjahres | ist der Beitrag zur Rentenversicherung des vergangenen (t-1) oder vorvergangenen (t-2) Kalenderjahres |
| {\displaystyle \mathrm {RQ} _{\text{t-x}}}  | ist der Rentnerquotient des vergangenen (t-1) bzw. vorvergangenen (t-2) Kalenderjahres; der RQ berechnet das Verhältnis der Äquivalenzrentner zu den Äquivalenzbeitragszahlern und ist so ausgestaltet: | ist der Rentnerquotient des vergangenen (t-1) bzw. vorvergangenen (t-2) Kalenderjahres; der RQ berechnet das Verhältnis der Äquivalenzrentner zu den Äquivalenzbeitragszahlern und ist so ausgestaltet: |
| {\displaystyle \alpha }                     | Entspricht aktuell 0,25. Dadurch geht die rentenmindernde Wirkung des Rentnerquotienten lediglich zu einem Viertel ein. | Entspricht aktuell 0,25. Dadurch geht die rentenmindernde Wirkung des Rentnerquotienten lediglich zu einem Viertel ein. |
|                                             | {\displaystyle \mathrm {RQ} _{\text{t-x}}={\frac {\frac {{\text{Rentenvolumen}}_{\text{t-x}}}{{\text{Standardrente}}_{\text{t-x}}}}{\frac {{\text{Beitragsvolumen}}_{\text{t-x}}}{{\text{Beitrag auf vDE}}_{\text{t-x}}}}}}                                                                                   | |
|                                             | Wobei: | |
|                                             | Rentenvolumen | Gesamtvolumen der ausgezahlten Renten |
|                                             | Standardrente/Eckrente | Höhe einer abschlagsfreien Altersrente (Regelaltersrente) bei 45 Entgeltpunkten |
|                                             | Beitragsvolumen | Gesamtvolumen der Beiträge aller rentenversicherungspflichtig Beschäftigten, der geringfügig Beschäftigten und der Bezieher von Arbeitslosengeld |
|                                             | Beitrag auf vDE | Auf das vorläufige Durchschnittsentgelt nach Anlage 1 SGB VI entfallende Beitrag zur GRV |

### Sogenannter „Riester-Faktor“
Der „Faktor für die Veränderung des Beitragssatzes zur Rentenversicherung (RVB) und des Altersvorsorgeanteils (AVA)“ wurde 2001 mit dem Gesetz zur „Ergänzung des Gesetzes zur Reform der gesetzlichen Rentenversicherung und zur Förderung eines kapitalgedeckten Altersvorsorgevermögens“ (Altersvermögensergänzungsgesetz – AVmEG) eingeführt. Der Faktor wird häufig, nach dem damaligen Arbeitsminister Walter Riester (SPD), als „Riester-Faktor“ bezeichnet. Der Riester-Faktor setzt sich aus zwei Komponenten zusammen:
- Altersvorsorgeanteil (AVA): Simuliert die „Belastung“ der Erwerbstätigen durch verstärkte private Altersvorsorge (Riester-Rente).
- Rentenversicherungsbeitrag (RVB): Berücksichtigt die „Belastung“ der Erwerbstätigen durch die Beiträge zur Gesetzlichen Rentenversicherung.

Der Altersvorsorgeanteil steigt dabei stufenweise jährlich um 0,5 beginnend mit 0,5 im Jahr 2002 bis 4,0 im Jahr 2013 (in den Jahren 2007 und 2008 ausgesetzt: konstant bei 2,0 geblieben). Durch diese Treppe mindert der AVA die Rentenerhöhungen und unterstellt, dass diese so entstehende Versorgungslücke gegenüber dem bisherigen Leistungsziel durch private Altersvorsorge ausgeglichen wird. Dabei wird die Vorsorgebelastung des Vorjahres ins Verhältnis gesetzt mit der Belastung des vorvergangenen Jahres. Die Vorsorgebelastung wird errechnet, in dem von einem Wert von 100 der AVA und der RVB des jeweiligen Jahres (als Prozentzahl) abgezogen wird.
Im März 2008 hat Bundesarbeitsminister Olaf Scholz (SPD) bekannt gegeben, der Altersvorsorgeanteil solle für die Dauer von zwei Jahren ausgesetzt werden. Hierzu hat der Deutsche Bundestag den § 255e SGB VI so geändert, dass der Altersvorsorgeanteil für die Jahre 2007 und 2008 auf dem Wert des Jahres 2006 konstant gehalten wurde. Daher verlängert sich der Zeitraum, in dem der Altersvorsorgeanteil den Rentenanstieg mindert, von 2011 auf 2013.
Für die Rentenanpassung des Jahres 2013 ergibt sich aufgrund des Riesterfaktors folgendes Ergebnis:
{\displaystyle {\frac {100-{\text{4 (Altersvorsorgeanteil 2012)}}-{\text{19,6 (Beitragssatz 2012)}}}{100-{\text{3,5 (Altersvorsorgeanteil 2011)}}-{\text{19,9 (Beitragssatz 2011)}}}}=0{,}9974}.
Die sich ansonsten ergebende Rentenanpassung wurde demnach um 0,26 Prozent gemindert (rechnerisch durch {\displaystyle (1-0{,}9974)\cdot 100=0{,}26}).

### Nachhaltigkeitsfaktor
Der zweite Faktor ist der so genannte Nachhaltigkeitsfaktor. Dieser wurde mit dem „Gesetz zur Sicherung der nachhaltigen Finanzierungsgrundlagen der gesetzlichen Rentenversicherung“ (RV-Nachhaltigkeitsgesetz) 2004 eingeführt. Kern dieses Faktors ist die Entwicklung des Rentnerquotienten. Dieser setzt die Zahl der Äquivalenzrentner mit den Äquivalenzbeitragszahlern ins Verhältnis. Die Zahl der Äquivalenzrentner stellt im Prinzip dar, wie viele Standardrenten die aktuellen Rentenausgaben der Rentenversicherung verursachen würden. Die Äquivalenzbeitragszahler stellen die Zahl dar, wie viele Durchschnittsverdiener (mit Durchschnittsentgelt) Beiträge entrichten müssten, um die Beitragseinnahmen der GRV zu erzeugen. Ziel des Faktors ist es im Wesentlichen, die mit dem Altersvermögensergänzungsgesetz in § 154 eingeführten Beitragssatzobergrenzen von 20 Prozent bis 2020 und 22 Prozent bis 2030 einzuhalten. Ausdruck hiervon ist insbesondere der Faktor {\displaystyle \alpha }, welcher den Rentnerquotient nur zu 25 Prozent wirken lässt. Im Ergebnis ist das Beitragssatzziel in der GRV dominant geworden. Damit wurde die Rentenversicherung von einem leistungsorientierten Versicherungssystem (Ziel ist ein bestimmtes Rentenniveau) in ein beitragssatzorientiertes Versicherungssystem (der Beitragssatz entscheidet über die Höhe der Rente) umgestellt.

### Schutzklausel
Die Schutzklausel (§ 68a SGB VI]; bzw. bis 2013 in § 255e SGB VI) wurde ebenfalls im Zuge des „Gesetzes zur Sicherung der nachhaltigen Finanzierungsgrundlagen der gesetzlichen Rentenversicherung“ (RV-Nachhaltigkeitsgesetz) 2004 eingeführt. Diese schließt eine Reduzierung des aktuellen Rentenwerts durch die kombinierte Anwendung des Riester-Faktors und des Nachhaltigkeitsfaktors aus. Die Rentenanpassung wird daher auch bei stagnierender Einkommensentwicklung und gleichzeitig steigenden Beiträgen zur gesetzlichen Rentenversicherung und steigendem Altersvorsorgeanteil für die geförderte Altersvorsorge maximal auf Null reduziert.
Mit dem „Gesetz zur Anpassung der Regelaltersgrenze an die demografische Entwicklung und zur Stärkung der Finanzierungsgrundlagen der gesetzlichen Rentenversicherung“ (RV-Altersgrenzenanpassungsgesetz) im Jahr 2007 wurde die Schutzklausel modifiziert (sogenannter „Nachholfaktor“). Die aufgrund der Schutzklausel unterlassenen Rentenkürzungen ergeben den Ausgleichsbedarf und werden mit Rentenerhöhungen verrechnet. Der Ausgleichsbedarf wird für die neuen und die alten Bundesländer getrennt ermittelt. Der Ausgleichsbedarf wurde gemäß § 255d SGB VI) zum 30. Juni 2007 (Einführung des „Nachholfaktors“) auf 0,9825 (1,75 Prozent) und der Ausgleichsbedarf (Ost) auf 0,9870 (1,30 Prozent) festgesetzt (entspricht den seit 2005 aufgrund der ursprünglichen Schutzklausel unterlassenen Rentenkürzungen).
Mit dem „Gesetz zur Änderung des Vierten Buches Sozialgesetzbuch, zur Errichtung einer Versorgungsausgleichskasse und zur Änderung anderer Gesetze“, wurde die Schutzklausel (§ 68a SGB VI) ausgeweitet. Ein Absinken des Rentenwertes ist demnach auch dann ausgeschlossen, wenn die für die Rentenentwicklung maßgeblichen Bruttolöhne und -gehälter sinken. Die Rentenzahlbeträge bleiben dann gleich, es gibt eine sogenannte „Nullrunde“. Auch so unterbliebene Rentenkürzungen werden über den „Nachholfaktor“ mit späteren Rentenerhöhungen verrechnet.
Der Ausgleichsbedarf wird gemäß § 68a SGB VI wie folgt ermittelt. Der sich gemäß der Rentenanpassungsformel ergebende neue aktuelle Rentenwert wird durch den bisherigen aktuellen Rentenwert geteilt. Das Ergebnis wird auf vier Stellen nach dem Komma gerundet. Der sich ergebende Wert mit dem Ausgleichsbedarf des Vorjahres (wenn es keinen Ausgleichsbedarf gibt, beträgt dieser 1,0000) multipliziert. Das Ergebnis ist der neue Ausgleichsbedarf. Der Ausgleichsbedarf wird analog mit Rentenerhöhungen verrechnet. Demnach wird der neue aktuelle Rentenwert durch den bisherigen aktuellen Rentenwert geteilt und auf vier Nachkommastellen gerundet. Der sich daraus ergebende Anpassungsfaktor wird halbiert. Mit dem Ergebnis wird der bisherige aktuelle Rentenwert multipliziert, um den neuen aktuellen Rentenwert zu erhalten. Der hälftige Anpassungsfaktor wird auch mit dem Ausgleichsbedarf multipliziert. Das Ergebnis ist der neue Ausgleichsbedarf. Ist der Ausgleichsbedarf geringer als der hälftige Anpassungsfaktor, dann wird der volle Anpassungsfaktor mit dem Ausgleichsbedarf multipliziert. Das Ergebnis ergibt mit dem bisherigen aktuellen Rentenwert multipliziert den neuen aktuellen Rentenwert. Der Ausgleichsbedarf ist dann 1,0000.
Bis zum 30. Juni 2013 beträgt der Ausgleichsbedarf 0,9929 und der Ausgleichsbedarf (Ost) 1,0000. Zum 1. Juli 2013 (nach der Rentenanpassung 2013) liegt der Ausgleichsbedarf bei 0,9954 (beträgt also −0,25 Prozent) und der Ausgleichsbedarf (Ost) bei 1,0000 (also bei 0,00 Prozent).